# Revolting Rhymes
Revolting Rhymes é um filme para televisão de drama animado em curta metragem anglo-alemão de 2016 dirigido e escrito por Jakob Schuh e Jan Lachauer e dividido em duas partes, exibidas pela BBC One em 26 e 27 de dezembro de 2016. A animação foi ilustrada por Quentin Blake, produzida pela Magic Light Pictures e indicada ao Oscar de melhor curta-metragem de animação na edição de 2018.

## Elenco
- Rob Brydon
- Bertie Carvel
- Gemma Chan
- Isaac Hempstead Wright
- Rose Leslie
- Bel Powley
- David Walliams
- Dominic West